# Adelschlag
Adelschlag  est une commune allemande située en Bavière, dans l'arrondissement d'Eichstätt.